# NBA 2K19
NBA 2K19 — это баскетбольный спортивный симулятор, разработанный Visual Concepts и изданный студией 2K Sports, основанный на Национальной Баскетбольной Ассоциации (НБА). Это 20ое издание игры серии NBA 2K и успешное продолжение предыдущей части NBA 2K18. Яннис Адетокунбо из «Милуоки Бакс» был удостоен чести оказаться на обложке стандартного издания игры, когда Леброн Джеймс, выступающий за «Лос-Анджелес Лейкерс», стал лицом юбилейного специального издания к 20ти-летию. Леброн уже не первый раз красуется на коробке с игрой этой серии — он был представлен на стандартном издании NBA 2K14. Адетокунбо и Джеймс украшают обложки изданий практически для всего мира, в то время как действующий победитель номинации «Новичок года» в НБА Бен Симмонс австралийского происхождения из «Филадельфии Севенти Сиксерс» появился на копиях игры для Австралии и Новой Зеландии.
NBA 2K19 была выпущена 11 сентября, 2018 для Microsoft Windows, Nintendo Switch, PlayStation 4, Xbox One. Она получила в основном положительные оценки от критиков, которые восхваляли геймплей, а некоторые даже называли лучшей игрой всей серии. В то же время в один голос все критиковали большой акцент разработчиков на микротранзакции. История «режима карьеры» впервые в серии получила оригинальную озвучку от комментаторов Китайской Баскетбольной Ассоциации на мандаринском.

## Разработка и выпуск
NBA 2K19 официально выходит для устройств на iOS 20 октября, 2018. Она будет бесплатной для людей, которые приобрели себе мобильную версию NBA 2K18; на андроид — 25 февраля, 2019. Тот, кто оформил предзаказ Юбилейного издания для компьютера или консолей получили свою копию игры на 4 дня раньше всех остальных — 7 сентября 2018 вместо 11. Это первая игра серии с NBA 2K6 (Xbox 360) и NBA 2K7 (PlayStation 3), которая не была выпущена на эти платформы соответственно.

## Оценки и рейтинги
| Сводный рейтинг       | Сводный рейтинг                  |
| Агрегатор             | Оценка                           |
| --------------------- | -------------------------------- |
| GameRankings          | - (PS4) 80,59 % - (XONE) 79,09 % |
| Metacritic            | (XONE) 83/100 (PS4) 84/100       |
| Иноязычные издания    |                                  |
| Издание               | Оценка                           |
| EGM                   | 7/10                             |
| Game Informer         | 9/10                             |
| GameSpot              | 7/10                             |
| IGN                   | 8,5/10                           |
| USgamer               | [ 12 ]                           |
| Русскоязычные издания |                                  |
| Издание               | Оценка                           |
| «Игры Mail.ru»        | 8/10                             |

NBA 2K19 получила «в целом положительные» отзывы от критиков, основываясь на данных от Metacritic.
Electronic Gaming Monthly дали игре оценку 7/10
GameSpot также оценили игру в 7/10
Последняя игра серии в этом году получила 8.5/10 в обзоре от IGN. Kotaku как и многие другие не оценил очень настойчивые предложения микротранзакций во время игры помимо и так повышенной цены за специздание.